# Hotel (chanson de Kumi Kōda)
Pour les articles homonymes, voir Hotel.
Singles de Kumi Kōda
Dreaming Now!
(2013)
Hotel est le 57e single de Kumi Kōda sorti sous le label Rhythm Zone le 6 août 2014 au Japon. Il sort au format CD, CD+DVD et CD+DVD Fanclub. Il arrive 7e à l'Oricon. Il se vend à 19 196 exemplaires la première semaine et reste classé 4 semaines pour un total de 21 915 exemplaires vendus. Les chansons Hotel et MONEY IN MY BAG sont sur l'album Walk of My Life.

## Liste des titres
| 1. | Introduction 〜Check IN〜      |  |
| 2. | HOTEL                          |  |
| 3. | Interlude 〜Secret Room〜      |  |
| 4. | MONEY IN MY BAG                |  |
| 5. | Interlude 〜Last Night Dream〜 |  |
| 6. | TURN AROUND                    |  |

| 1. | Hotel (Clip Vidéo) |  |

| 1. | Money in my Bag (Clip Vidéo) |  |